# ダイアナ・シルヴァーズ
ダイアナ・シルヴァーズ（Diana Silvers, 1997年11月3日 - ）は、アメリカ合衆国カリフォルニア州出身の女優・モデル。

## 生い立ち
1997年11月3日、カリフォルニア州ロサンゼルスにて、スイス人の母とユダヤ系アメリカ人の父の間に6人兄妹の第5子として生まれる。映画『ギルバート・グレイプ』を観て感銘を受け、12歳の時に演劇キャンプに参加。俳優の道に進むことを決意する。
パリセーズ・チャーター高校に入学後はテニスに打ち込んだ。演技を学ぶためにニューヨーク大学に入学したが、歴史学専攻に変更し、映画を副専攻とした。その後、大学3年時の2017年に中退。

## キャリア

### 女優として
2019年、動画配信サービスHuluのスリラードラマ『イントゥ・ザ・ダーク』に出演し、女優デビュー。同年に公開されたM・ナイト・シャマラン監督の映画『ミスター・ガラス』にも出演。大学在学中にホラー映画『マー -サイコパスの狂気の地下室-』（2019年公開）のオーディションを受け、合格。友人を恐怖に陥れるマギー役を演じた。同作の撮影中に、女優オリヴィア・ワイルドの映画監督デビュー作『ブックスマート 卒業前夜のパーティーデビュー』（2019年公開）のオーディションに参加。当初は主人公エイミーの想い人・ライアン役のオーディションを受ける予定だったが、ホープ役のオーディションを受け、合格した。2020年公開のアクションスリラー映画『AVA/エヴァ』にカミール役で出演し、同年、Netflixのコメディドラマ『スペース・フォース』にエリン役で出演。また、2021年公開のサラ・アディナ・スミス監督によるAmazon Prime Video映画『バーズ・オブ・パラダイス』に、主人公の一人・ケイト役で出演した。

### モデルとして
ニューヨーク大学への進学が決まっていた高校3年時にInstagramを通してIMGモデルズにスカウトされ、大学の学費を稼ぐためにモデルとしての活動を開始。2019年にはステラ・マッカートニーの秋冬ファッションショーに出演した。

## 出演作品

### 映画
| 公開年 | 邦題 原題                                             | 役名               | 備考                   |
| ------ | ----------------------------------------------------- | ------------------ | ---------------------- |
| 2019   | ミスター・ガラス Glass                                | チアガール         |                        |
| 2019   | ブックスマート 卒業前夜のパーティーデビュー Booksmart | ホープ             |                        |
| 2019   | マー -サイコパスの狂気の地下室- Ma                    | マギー・トンプソン |                        |
| 2020   | AVA/エヴァ Ava                                        | カミール           |                        |
| 2021   | バーズ・オブ・パラダイス Birds of Paradise            | ケイト・サンダース | Amazon Prime Video映画 |

### ドラマ
| 年        | 邦題 原題                          | 役名                   | 備考                                        |
| --------- | ---------------------------------- | ---------------------- | ------------------------------------------- |
| 2019      | イントゥ・ザ・ダーク Into the Dark | キンバリー・トゥームズ | Huluドラマ 第1シーズン第2話「心に巣食う闇」 |
| 2020-2022 | スペース・フォース Space Force     | エリン・ネアード       | Netflixドラマ メインキャスト                |